# スウィンフォード・バンドッグ

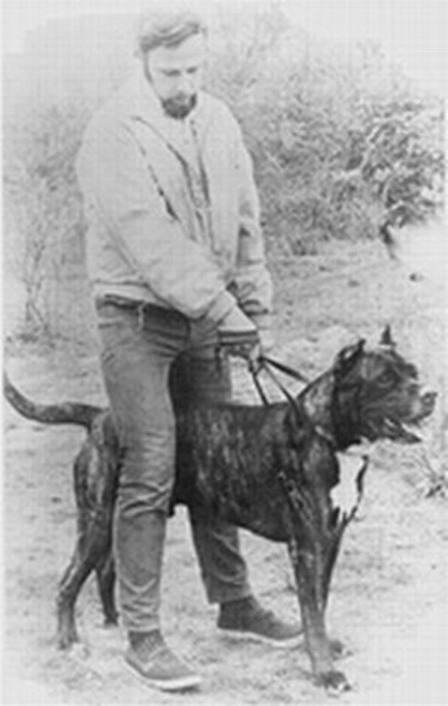
プロジェクトの第一世代の犬、バントゥとスウィンフォード博士

スウィンフォード・バンドッグ（英：Swinford BandogまたはAmerican Bandog）とは、アメリカ合衆国原産の闘犬用・番犬（ガードドッグ）用の犬種である。犬種名の「スウィンフォード」は作出者の名前である。又、「バンドッグ」の名を持つが、本種はバンドッグではない。バンドッグとは本来古くから存在する、家や倉庫などの財産を守ることを専門として作出された番犬種の事である。

## 歴史
1869年に作出された犬種で、本来ならば犬のケガを治し命を救うべき立場にあるはずの獣医師によって作られた。アメリカン・ピット・ブル・テリアと闘犬用に交配された非純血の犬（マスティフタイプの犬であったとされている）をかけ合わせて改良を加え、作り出された。
闘犬としてのみ使用され、数多くの犬が命を落とす違法な闇賭博場で闘わさせられていた。本種はかなり力の強い犬種ではあるが、更に大型の闘犬には敵わず、重傷を負ったり命を落とす犬も少なくない。闘犬として戦えなくなってしまった犬は棄てられてしまうか、若い闘犬の自信をつけるための生贄となって動けないように固定されて攻撃され、結果として命を奪われる非情な最期を迎える犬も多い。
作出者の死後、ブリーディング・ストック（繁殖用の犬）を受け継いだ人物がスウィンフォード・バンドッグの血統の改善を行い、イングリッシュ・マスティフとナポリタン・マスティフのハーフ犬とアメリカン・ピット・ブル・テリアを交配させた犬の血が取り組まれるが、違法な闘犬の取締りが強化され、本種も多くの犬が没収された。没収された犬は一時動物管理センターに預かられるが、もとが凶暴な闘犬であるためにほとんどの犬の里親は見つかることがなく、殺処分されてしまうのが現状である。その事実を知っているにもかかわらず闘犬を作り続け、犬の命をまるでゲームのコマのように扱い続ける闘犬マニアに動物愛護団体や愛犬家は憤り、これを動物虐待であると認めて本種の作出を受け継いだ人物をはじめとする闘犬マニアを厳しく処罰した。しかし、どのような処罰を与えたのかなどの詳細な情報は公に公開されていない。
作出を受け継いだ人物の処罰後、スウィンフォード・バンドッグはほとんど公の場での話題にのぼる事はなくなったが、ごく一部の犬は今でも闘犬として使われ続けている。アメリカでは100年以上も前に闘犬が禁止されているにもかかわらず、今でも全ての闇賭博絡みの闘犬場を取り締まる事が出来ないのは、国家を揺るがすほどの大きな犯罪組織が絡んでいるからであるといわれている。
今まで根っからの闘犬としてのみ使われ、闇の歴史を歩み続けてきた本種ではあったが、近年は明るいニュースもある。摘発によって没収され、動物管理センターに預けられた本種を引き取って訓練を行い、普通のガードドッグとして農場などで見張りをさせる取り組みも行われている。違法で凶暴な闘犬種というイメージから一般家庭でのブリーディングは控えられ、多くは去勢・避妊手術を施されている。ペットとしてもめったに飼われる事の無い本種ではあるが、徐々に闘犬からの転職を行いつつある。完全に悪いイメージを払拭させる事を目標として愛好家はブリーディングと訓練を同時に行っている。現在本種は希少化が進み、アメリカでもあまり見かけなくなりつつある。FCI及び各国のケネルクラブからの公認はされていない。

## 特徴
マスティフタイプの犬種で、筋骨隆々のがっしりとした体格をしている。足や指は太く、マズルも短く太い。力がとても強くアゴは強靭である。折れ耳・垂れ尾でコートはスムースコート。毛色はフォーン、レット、ブラウン、グレーなどで、マズルは黒い（ブラック・マスク）。大型犬サイズで、性格は闘犬に使われるものとガードドッグとして使われるものとでは異なっている。闘犬用のものは非常に気性が荒く、攻撃的で支配力が強いが、ガードドッグとして使われるものは防衛本能が高いが、忠実でそれほど攻撃的ではない。ただし、どちらにせよしっかりとした訓練と管理が行えない人には飼育できない犬種である。大型犬ではあるが、腰を痛める可能性があるのであまり多くの運動量は必要としない。